# Campyloneurus suspectus
Campyloneurus suspectus är en stekelart som först beskrevs av Charles Thomas Brues 1926.  Campyloneurus suspectus ingår i släktet Campyloneurus och familjen bracksteklar. Inga underarter finns listade.